# El Rebaje
El Rebaje är en ort i Mexiko.   Den ligger i kommunen Uruachi och delstaten Chihuahua, i den nordvästra delen av landet, 1 400 km nordväst om huvudstaden Mexico City. El Rebaje ligger 2 010 meter över havet och antalet invånare är 235.
Terrängen runt El Rebaje är kuperad åt nordväst, men åt sydost är den bergig. El Rebaje ligger uppe på en höjd. Runt El Rebaje är det mycket glesbefolkat, med 3 invånare per kvadratkilometer. Det finns inga andra samhällen i närheten. I omgivningarna runt El Rebaje växer huvudsakligen savannskog.